# ロフェンダザム
ロフェンダザム（英：Lofendazam）は、ベンゾジアゼピン誘導体である有機分子である。ロフェンダザムは1,5-ベンゾジアゼピンであり、窒素原子はジアゼピン環の1位と5位に位置している。したがって、ロフェンダザムはクロバザムなどの他の1,5-ベンゾジアゼピンと最も類似する。
ヒト用医薬品としてのロフェンダザムは、他のベンゾジアゼピン誘導体と同様の鎮静作用や抗不安作用を持つ。別のベンゾジアゼピンであるアルフェンダザムの活性代謝物である。